# Київські вищі жіночі курси

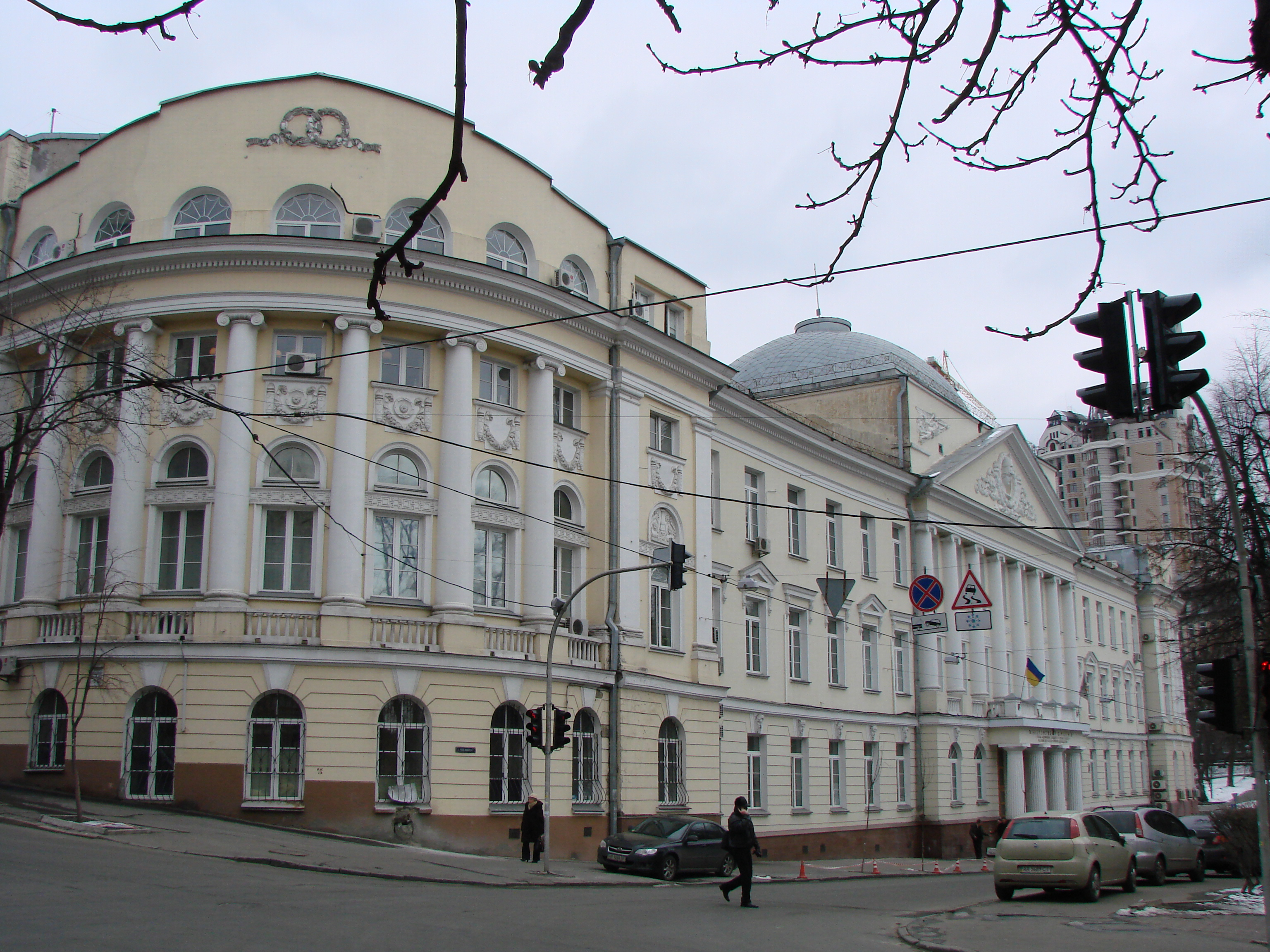
Будівля вищих жіночих курсів по вул. О.Гончара (Маловолодимирська), 55

Київські вищі жіночі курси (КВЖК) — вищий жіночий навчальний заклад в Києві (1878—1889), (1906—1917).

## Історія

### Курси (1878—1889)
Засновані вищі жіночі курси в Києві у 1878 році  і відкриті за ініціативою жіночого колективу на чолі з Алексєєвою, Антонович, Ватиновою, Гогоцькою, Горовою, Покровською і Толочиновою, що зібрали для початку справи 550 руб. Засновником курсів був обраний професор Сильвестр Гогоцький, який головував в педагогічній раді до 1881 р., коли його замінив Володимир Іконников. Матеріальні засоби київських курсів формувалися досить сильним приливом громадських пожертвувань, але не було правильної організації і єдності в завідуванні господарською частиною курсів, яке розпадалося між педагогічною радою і піклувальним комітетом.
Курс навчання, спочатку дворічний, до 1881 р. був поступово розширений до чотирирічного. Розділялися київські курси на 2 відділення: словесно-історичне або історико-філософське і фізико-математичне. Відмінну рису київських курсів становило достаток необов'язкових предметів (на першому відділенні — 7 з 21, на другому — 10 з 21), а також недостатній розвиток практичних занять. При відкритті київських курсів було прийнято 324 слухачки, потім щорічно приймалося від 142 до 119 слухачок. У перше 4-річчя всього було 708 слухачок. З 1882 р. почалася різка спад: загальне число слухачок впало, в 1885-86 навчальному році, до 195; число щорічно прийнятих на курси скоротилося до 74. У 1885-86 р на фізико-математичному відділенні закрилося два курси, внаслідок недостатнього числа слухачок. Всього на київських курсах перебувало 1098 слухачок, з яких до 1886 р., коли подальший прийом слухачок припинився, здали всі іспити близько 200, а 75 пройшли повний 4-річний курс, але не витримали остаточних випробувань.
Викладачі історико-філологічного відділення — Володимир Антонович, Іван Лучицький, Федір Фортинський, Микола Дашкевич читали лекції в тому ж обсязі, що й для студентів Київського університету, та заохочували слухачок до самостійної дослідної роботи. Викладання українознавчих дисциплін було пов'язане головним чином з діяльністю професора Володимира Антоновича, який до того ж читав для частини слухачок приватні лекції з історії та етнографії України, і під впливом якого багато курсисток обирали теми курсових робіт з української історії, утворювали українознавчі гуртки.

### Курси (1906—1917)
Процес відновлення Київських ВЖК, був непростим, але не припинявся весь час після їх закриття. Прагнення жінок здобути вищу освіту зумовлювалося об'єктивним економічним розвитком суспільства та його потребою у педагогічних та медичних кадрах. Серед жінок, які виступили за доступ жінок до університетської освіти — були представниці української інтелігенції: Леся Українка та її сестра Оксана Косач, усі жінки родини Старицьких, дочки композитора Миколи Лисенка, Іларія Булгакова[джерело?].
Відновлення Вищих жіночих курсів в Києві стало можливим лише завдяки частковій лібералізації під час революції 1905—1907 рр.
Організація роботи відновлених у 1906 р. Київських вищих жіночих курсів будувалася за університетським зразком. У 1906 році було відкрито історико-філологічне та фізико-математичне відділення, з 1907 року — медичне (яке згодом стало самостійним навчальним закладом) та юридичне відділення. З 1909—1910 навчального року при юридичному відділенні було організовано також комерційно-економічний відділ, що дозволяло випускницям розширити сферу працевлаштування, оскільки діяльність жінок в юридичній сфері були обмеженими.
У 1911—1913 рр. — проходив процес офіційного визнання Київських курсів університетським закладом освіти, коли, після розгляду навчальних програм Київських курсів в міністерстві народної освіти, їх випускниці були допущені до складання державних іспитів без будь-яких додаткових умов.
За задумом викладачів, Вищі жіночі курси у Києві мали перетворитися на «Жіночий університет Св. Ольги», проте задум не був втілений у життя. Значним кроком у розвитку курсів стало зведення на початок 1914-15 навчального року власної будівлі курсів, з відповідним обладнанням за стандартами тогочасного університету.

## Розташування курсів
Курси спочатку розміщувалися у приватних будівлях, з 1906 року — на вул. Б.Хмельницького (Фундуклеївській), 51, а з 1913 року — у спеціально збудованому для них будинку (1911—1913, архітектор О.Кобелєв) по вул. О.Гончара (Маловолодимирська), 55 (тепер тут — Державна служба України з надзвичайних ситуацій).

## Керівництво
- професор Сильвестр Гогоцький (1878—1881)
- професор Володимир Іконников (1881—1889)
- професор Петро Армашевський (1906—1911)
- професор Гаврило Суслов (1911—1917).

### Історико-філологічне відділення
Декани історико-філологічного відділення:
- професор  Йосип Лециус
- професор  Георгій Челпанов (філософ, логік)
- професор Адольф Сонні (філолог)
- професор Павло Ардашев (історик)
- професор  Леонід Добровольський (історик)
- академік Микола Василенко (історик)
- член-кореспондент Петроградської АН Юліан Кулаковський (філолог)
- академік Лобода Андрій (філолог)

### Фізико-математичне відділення
Декани фізико-математичного відділення
- професор Йосип Косоногов,
- професор Роберт Фогель.

### Юридичне та економіко-комерційне відділення
Декани юридичного та економічно-комерційного відділення:
- професор Всеволод Удінцев,
- професор Григорій Демченко.

## Випускниці
- Іконнікова Анна Леопольдівна (1882)
- Степанишина Оксана Михайлівна (1917)